# Sonia Andrade
Pour les articles homonymes, voir Andrade.
Sonia Andrade, née en 1935 à Rio de Janeiro au Brésil et morte le 29 octobre 2022, est une artiste plasticienne et féministe brésilienne. 
Elle est l'une des pionniers de l'art vidéo au Brésil. Ses œuvres utilisent l'appropriation, l'humour et les commentaires politiques pour décomposer les codes visuels acceptés. 

## Biographie
Sonia Andrade étudie auprès d'Anna Bella Geiger au Musée d'art moderne de Rio de Janeiro au début des années 1970.  
Elle vit et travaille à Rio de Janeiro.  

## Œuvre
Au cours des années 1970, Sonia Andrade fait partie d'un cercle de jeunes artistes comprenant Fernando Cocchiarale, Anna Bella Geiger, Ivens Machado et Letícia Parente, qui commence à réagir à la période sévère de censure de la dictature militaire au Brésil par le biais de productions intenses d'expression individuelle à travers un langage corporel simple et direct. Des actions manifestes et accusatoires ont été révélées sans intentions techniques ou formelles au cadre étroit de la caméra. 
La plupart des premières vidéos de Sonia Andrade montrent qu'elle accomplit des actions délicates et douloureuses pour invoquer une réflexion sur les pratiques de torture employées par le gouvernement brésilien pendant la dictature. Primeira Seria, une première série de vidéos tournées à Rio et à São Paulo, montre des images télévisées de l'artiste enroulant un fil de nylon autour de son visage jusqu'à ce qu'il soit défiguré, l'attaquant à l'aide de doigts, essayant de se déplacer avec ses membres et sa tête enfermée dans des cages à oiseaux. Cette série serait une critique de la télévision en tant qu'outil de conditionnement, un écho de l'autorité du régime politique. 
La critique des médias et de la télévision par Sonia Andrade a également été présentée dans ses premiers films. Dans Untitled (1975), elle est assise à une table et mange un repas brésilien traditionnel composé de haricots noirs, de porc fumé, de saucisses face à un poste de télévision diffusant une sitcom américaine et des publicités à l'arrière-plan. Le scénario apparemment quotidien se déroule de manière inattendue à mesure que le mécontentement se réveille à l'intérieur de l'artiste. La télévision, auparavant inoffensive, est présentée comme une source de misère et d’oppression alors que l’artiste commence à enduire les fèves sur sa tête; les pousser dans sa bouche avec sa main; en les essuyant sur ses yeux, ses oreilles et à l'intérieur de ses vêtements; et finalement, les jeter à la lentille jusqu'à ce que la scène soit effacée. Dans Untitled (1977), Sonia Andrade apparaît devant quatre télévisions et les allume une par une, puis s'adresse directement au public en répétant "éteindre la télévision" pendant plus de dix minutes pour souligner la passivité des téléspectateurs. 
Le travail de l'artiste compte aussi des dessins, des photographies, des objets et des installations pour accomplir ce qu'elle appelle « l'aspect le plus important de l'art: la relation entre le spectateur et l'objet ». Dans ces pièces provocantes, Sonia Andrade a déformé son visage avec des fils, a attaché sa main à une table avec du fil et des clous et a enlevé les poils avec des ciseaux. Les travaux ultérieurs ont consisté en des assemblages d'objets trouvés, ainsi que des dessins, des photographies, des sculptures, de l'art au néon et des installations. Hydragrammas, son œuvre la plus célèbre est constituée de centaines de petits objets assemblés dans une sculpture, a été exposée au Museu Nacional de Belas Artes, au Brésil, puis au Museu de Arte Contemporânea da Universidade de São Paulo.   

## Expositions
- Museu Nacional de Belas Artes, Rio de Janeiro, Brésil, 1993[3]
- Centre municipal d'art Hélio Oiticica, Rio De Janeiro, Brésil, 2011[3]
- Musée d'art contemporain, Sao Paulo, Brésil, 1994[3]
- Louvre, Paris, France, 2006[3]

Son travail est montré dans l'exposition féministe internationale WACK! Art and the Feminist Revolution dans plusieurs villes des États-Unis et du Canada, de 2007 à 2009. Elle participe aussi la 32e Biennale de Sao Paulo en 2016 avec l'œuvre Hydragrammas (1978-1993).